# Primera Liga de Croacia 2018-19
La temporada 2018-19 es la vigésima octava edición de la Primera Liga de Croacia desde su establecimiento en 1992. El torneo se inició el 27 de julio de 2018 y finalizó el 26 de mayo de 2019.
El torneo brindaba un cupo para la segunda ronda previa de la Liga de Campeones de la UEFA 2019-20, otro para la segunda ronda previa de la Liga Europa de la UEFA 2019-20 y finalmente uno para la primera ronda previa de la Europa League.

## Ascensos y descensos
Un total de 10 equipos disputaron el campeonato, el club Cibalia Vinkovci descendido la temporada anterior es reemplazado para este torneo por el campeón de la Segunda Liga, el HNK Gorica.
| Pos. | Descendidos de la Primera Liga de Croacia 2017-18 |
| ---- | ------------------------------------------------- |
| 10.º | Cibalia Vinkovci                                  |

| Pos. | Ascendidos de la Segunda Liga 2017-18 |
| ---- | ------------------------------------- |
| 1.º  | HNK Gorica                            |

## Participantes
| Club           | Ciudad        | Estadio               | Capacidad |        |
| -------------- | ------------- | --------------------- | --------- | ------ |
| Dinamo Zagreb  | Zagreb        | Stadion Maksimir      | 35,123    | [ 4 ]  |
| Hajduk Split   | Split         | Stadion Poljud        | 34,448    | [ 5 ]  |
| Inter Zaprešić | Zaprešić      | Stadion ŠRC Zaprešić  | 4,528     | [ 6 ]  |
| Istra 1961     | Pula          | Stadion Aldo Drosina  | 8,923     | [ 7 ]  |
| NK Lokomotiva  | Zagreb        | Stadion Kranjčevićeva | 10,850    | [ 8 ]  |
| HNK Gorica     | Velika Gorica | Stadion Radnik        | 8,000     |        |
| NK Osijek      | Osijek        | Stadion Gradski vrt   | 19,220    | [ 9 ]  |
| HNK Rijeka     | Rijeka        | Stadion Rujevica      | 8,279     | [ 10 ] |
| NK Rudeš       | Zagreb        | Stadion Kranjčevićeva | 10,850    | [ 8 ]  |
| Slaven Belupo  | Koprivnica    | Gradski Stadion       | 4,000     | [ 11 ] |

### Equipación
| Club              | Técnico            | Capitán           | Equipación |
| ----------------- | ------------------ | ----------------- | ---------- |
| Dinamo Zagreb     | Nenad Bjelica      | Arijan Ademi      | Adidas     |
| HNK Gorica        | Sergej Jakirović   | Igor Čagalj       | Visual     |
| HNK Hajduk Split  | Siniša Oreščanin   | Mijo Caktaš       | Macron     |
| Inter Zaprešić    | Samir Toplak       | Ivan Čeliković    | Joma       |
| Istra 1961        | Krunoslav Rendulić | Marin Grujević    | Nike       |
| Lokomotiva Zagreb | Goran Tomić        | Fran Karačić      | Nike       |
| NK Osijek         | Zoran Zekić        | Mile Škorić       | Nike       |
| HNK Rijeka        | Igor Bišćan        | Alexander Gorgon  | Joma       |
| NK Rudeš          | Tomislav Ivković   | Tomislav Mrkonjić | Kelme      |
| Slaven Belupo     | Ivica Sertić       | Mateas Delić      | Adidas     |

## Tabla de posiciones
Actualización al 26 de mayo de 2019 
| Pos. | Equipo            | Pts. | PJ | G  | E  | P  | GF | GC | Dif. | Clasificación o descenso                                      |
| ---- | ----------------- | ---- | -- | -- | -- | -- | -- | -- | ---- | ------------------------------------------------------------- |
| 1    | Dinamo Zagreb     | 92   | 36 | 29 | 5  | 2  | 74 | 20 | +54  | Clasifica a Liga de Campeones de la UEFA 2019-20              |
| 2    | HNK Rijeka        | 67   | 36 | 19 | 10 | 7  | 70 | 36 | +34  | Segunda fase clasificatoria de Liga Europa de la UEFA 2019-20 |
| 3    | NK Osijek         | 62   | 36 | 18 | 8  | 10 | 61 | 36 | +25  | Primera fase clasificatoria de Liga Europa de la UEFA 2019-20 |
| 4    | Hajduk Split      | 62   | 36 | 17 | 11 | 8  | 59 | 39 | +20  |                                                               |
| 5    | HNK Gorica        | 59   | 36 | 17 | 8  | 11 | 56 | 46 | +10  |                                                               |
| 6    | Lokomotiva Zagreb | 52   | 36 | 14 | 10 | 12 | 52 | 42 | +10  |                                                               |
| 7    | Slaven Belupo     | 37   | 36 | 7  | 16 | 13 | 41 | 48 | −7   |                                                               |
| 8    | Inter Zaprešić    | 31   | 36 | 9  | 4  | 23 | 40 | 84 | −44  |                                                               |
| 9    | Istra 1961 Pula   | 25   | 36 | 6  | 7  | 23 | 31 | 73 | −42  | Playoffs por la promoción-descenso                            |
| 10   | NK Rudeš          | 14   | 36 | 3  | 5  | 28 | 26 | 80 | −54  | Descendido a la Segunda Liga de Croacia 2019-20               |

 Fuente: PrvaHNL.hr
Criterios de clasificación: 1) Puntos; 2) puntos entre sí; 3) diferencia de goles; 4) Goles marcados.
 PJ = Partidos jugados; G = Partidos ganados; E = Partidos empatados; P = Partidos perdidos;
GF = Goles a favor; GC = Goles en contra; DG = Diferencia de gol; PTS = Puntos

## Promoción de descenso
| Ida, 31 de mayo de 2019, 19:00; | HNK Šibenik | 1 - 1 | Istra 1961 Pula | Stadion Šubićevac, Šibenik |  |

| Vuelta, 3 de junio de 2019, 19:00; | Istra 1961 Pula | 2 - 0 | HNK Šibenik | Estadio Aldo Drosina, Pula |  |

- Istra 1961 Pula se impone con un acumulado de 3–1 y se mantiene en la máxima categoría.

## Goleadores
Actualizado al 26 de mayo  de 2019.
| Pos | Jugador          | Club             | Goles |
| --- | ---------------- | ---------------- | ----- |
| 1   | Mijo Caktaš      | Hajduk Split     | 19    |
| 2   | Mirko Marić      | NK Osijek        | 18    |
| 3   | Jakov Puljić     | HNK Rijeka       | 16    |
| 4   | Komnen Andrić    | Dinamo Zagreb    | 14    |
| 4   | Łukasz Zwoliński | HNK Gorica       | 14    |
| 6   | Jairo da Silva   | Hajduk Split     | 13    |
| 6   | Ivan Krstanović  | NK Slaven Belupo | 13    |
| 8   | Antonio Čolak    | HNK Rijeka       | 12    |
| 9   | Kristijan Lovrić | HNK Gorica       | 10    |
| 10  | Mario Gavranović | Dinamo Zagreb    | 9     |
| 10  | Héber            | HNK Rijeka       | 9     |
| 10  | Ramón Mierez     | Istra 1961       | 9     |
| 10  | Bruno Petković   | Dinamo Zagreb    | 9     |